# Kamionki (rejon tarnopolski)
Kamionki – wieś na Ukrainie w rejonie tarnopolskim należącym do obwodu tarnopolskiego. Położona jest w samym centrum rejonu podwołoczyskiego. Do sołectwa należy również sąsiednia Mołczanówka.
Liczba mieszkańców – 1492 (2001)
Miasto królewskie lokowane w 1563 roku położone było w XVI wieku w województwie ruskim.

## Historia
Pierwsza pisemna wzmianka – 1541. W aktach miejskich Trembowli Kamionki od 1564 roku mają prawa miejskie. Od 1914 do 1923 duszpasterzem we wsi był Semen Stećko – ojciec Jarosława Stećko. 
W okresie II Rzeczypospolitej wieś w powiecie skałackim województwa tarnopolskiego. 
W 1939 r. wieś liczyła ok. 2000 mieszkańców, z których 5% stanowili Polacy. W lipcu 1941 nacjonaliści ukraińscy zamordowali tutaj 50 Żydów, a w latach 1943–1944 10 Polaków.
Do 2020 w rejonie podwołoczyskim.

## Zabytki
Prawosławna Cerkwa Michała Archanioła (1847)